# Shiina Ringo
Shiina Ringo (椎名 林檎 Truỳ Danh Lâm Cầm), hay còn được viết là Sheena Ringo, tên thật là Shiina Yumiko (椎名 裕美子 Truỳ Danh Dụ Mĩ Tử), sinh ngày 25 tháng 11 năm 1978 tại Saitama, Nhật Bản, là ca sĩ, nhạc sĩ và nhà soạn nhạc Nhật Bản. Hiện tại cô đang là giọng hát chính cho nhóm nhạc Tokyo Jihen.

## Tiểu sử

### Thời thơ ấu
Shiina được sinh ra ở Urawa, Saitama và lớn lên tại Fukuoka, Fukuoka. Cha cô, Kotaro, là một nhân viên công ty xăng dầu, và mẹ cô, Akiko, là một bà nội trợ. Cô có một anh trai, Junpei. Ông cũng là một ca sĩ.
Cha của Shiina vốn rất yêu thích nhạc jazz và nhạc cổ điển, còn mẹ cô từng theo đuổi chuyên ngành múa ballet tại trường cao đẳng. Hai người sở hữu một bộ sưu tập băng đĩa nhạc lớn, một chiếc piano, một cây guitar, rất nhiều tạp chí âm nhạc. Chính điều này đã nhen nhóm niềm đam mê âm nhạc của cả hai anh em Shiina. Shiina bắt đầu học piano khi vừa lên 4, và một năm sau đó cô đăng ký học múa ballet.
Shiina bị mắc chứng teo thực quản bẩm sinh. Để chữa trị, cô từng phải trải qua nhiều cuộc phẫu thuật trong suốt thời thơ ấu, bao gồm ít nhất một lần cắt xương vai. Hậu quả để lại là những vết sẹo khá lớn ở hai bên vai của Shiina, đồng thời khiến cô gặp khó khăn trong việc giữ thăng bằng cho hai bên cơ thể . Do đó khi lên đến cấp II, cô từ bỏ piano và ballet. Cũng ở thời điểm này, Shiina bắt đầu dành sự quan tâm đến các thể loại kịch và công việc thiết kế sân khấu. Trong một lần tình cờ, một giáo viên của Shiina ở trường giao nhiệm vụ cho cô đi tìm nhạc nền cho các phần lời thoại trong một vở kịch, và Shiina đã nắm lấy cơ hội này để bắt đầu tiến sâu hơn vào con đường âm nhạc. Cô thành lập ban nhạc với bạn bè cùng lớp và biểu diễn trong ngày hội trường. Ban đầu Shiina chơi trống, sau đó một thời gian cô được đôn lên vị trí hát chính. Sau khi ban nhạc học sinh này tan rã, Shiina tiếp tục kiên trì thực hiện các bản thu thử với hi vọng có thể bước vào giới âm nhạc chuyên nghiệp.

### Sự nghiệp âm nhạc
Năm 1994, Shiina tham gia vào cuộc thi tuyển Talent Scout Caravan lần thứ 19 của công ty Horipro. Tuy nhiên cô không hề biết rằng mục đích của cuộc thi này là để tìm kiếm và lăng-xê những gương mặt ca sĩ thần tượng, chứ không nhắm đến các tài năng âm nhạc nghiêm túc hơn - hình tượng mà Shiina muốn hướng đến. Cô phát biểu trên sóng radio địa phương "Vào đến vòng chung kết toàn quốc rồi tôi vẫn hoàn toàn không biết rằng sẽ có cả vòng thi trang phục áo tắm!". Dẫu vậy, Shiina vẫn được chọn là gương mặt đại diện của khu vực Kyushu trước khi để thua Uehara Sakura tại vòng chung kết.
Năm 1996 Shiina quyết định bỏ học ở trường cấp III và tham dự vào cuộc thi "The 5th Music Quest" 1996, một cuộc thi tuyển có sự tài trợ của tập đoàn Yamaha. Tại đây cô đã giành giải xuất sắc . Cô từ chối hợp đồng với Yamaha để ký hợp đồng thu âm với hãng đĩa Toshiba EMI.
Album đầu tay của cô lấy nhan đề là Muzai Moratorium phát hành ngày 24 Tháng Hai 1999.
Cô sáng lập ra ban nhạc Tokyo Jihen trong năm 2004.

## Danh sách đĩa hát

### Shiina Ringo

#### Album phòng thu
| Năm  | Album chi tiết | Vị trí cao nhất | Doanh số tại Nhật Bản |
| ---- | --- | --------------- | --------------------- |
| 1999 | Muzai Moratorium (無罪モラトリアム Innocence Moratorium ) - Phát hành: 24 tháng 2 năm 1999 - Hãng đĩa: Toshiba-EMI/East World | 2               | 1.433.000 bản         |
| 2000 | Shōso Strip (勝訴ストリップ) - Phát hành: 31 tháng 3 năm 2000 - Hãng đĩa: Toshiba-EMI/Virgin Music                            | 1               | 2.332.000 bản         |
| 2003 | Karuki Samen Kuri no Hana (加爾基 精液 栗ノ花) - Phát hành: 23 tháng 2 năm 2003 - Hãng đĩa: Toshiba-EMI/Virgin Music          | 1               | 409.000 bản           |
| 2009 | Sanmon Gossip (三文ゴシップ) - Phát hành: 24 Tháng 6, 2009 - Hãng đĩa: Toshiba-EMI/Virgin Music                               | 1               | 202.000 bản           |

#### Album phiên bản cover
| Năm  | Album chi tiết | Vị trí cao nhất | Doanh số tại Nhật Bản |
| ---- | --- | --------------- | --------------------- |
| 2002 | Utaite Myōri ~Sono-Ichi~ (唄ひ手冥利 ～其ノ壱～) - Phát hành: 27 tháng 5 năm 2002 - Hãng đĩa: Toshiba-EMI/Virgin Music | 1               | 397.000 bản           |

#### Album nhạc phim
| Năm  | Album chi tiết | Vị trí cao nhất | Doanh số tại Nhật Bản |
| ---- | --- | --------------- | --------------------- |
| 2007 | Heisei Fūzoku (平成風俗) (Shiina Ringo X Neko Saito) - Phát hành: 21 tháng 2 năm 2007 - Hãng đĩa: Toshiba-EMI/Virgin Music | 1               | 175.000 bản           |

#### Album tổng hợp
| Năm  | Album chi tiết                                                                                        | Vị trí cao nhất | Doanh số tại Nhật Bản |
| ---- | --- | --------------- | --------------------- |
| 2008 | Watashi to Hōden (私と放電) - Phát hành: 02 tháng 7 năm 2008 - Hãng đĩa: EMI Music Japan/Virgin Music | 4               | 153.000 bản           |
| 2008 | MoRA - Phát hành: 25 tháng 11 năm 2008 - Hãng đĩa: EMI Music Japan/Virgin Music                       | 32              | 9.000 bản             |

#### DVD album
| Năm  | Album chi tiết | Vị trí cao nhất | Doanh số tại Nhật Bản |
| ---- | --- | --------------- | --------------------- |
| 2007 | Heisei Fūzoku Daiginjō (平成風俗 大吟醸) (Shiina Ringo X Neko Saito) - Phát hành: 25 tháng 4 năm 2007 - Hãng đĩa: Toshiba-EMI/Virgin Music | 18              | 10.000 bản            |
| 2008 | Watashi no Hatsuden (私の発電) - Phát hành: 02 tháng 7 năm 2008 - Hãng đĩa: Toshiba-EMI/Virgin Music                                       | 1               | 68.000 bản            |
| 2008 | MoRA - Phát hành: 25 tháng 11 năm 2008 - Hãng đĩa: EMI Music Japan/Virgin Music                                                            | 25              | 5.000 bản             |

#### Album vinyl
| Năm  | Album chi tiết | Vị trí cao nhất | Doanh số tại Nhật Bản |
| ---- | --- | --------------- | --------------------- |
| 2003 | Karuki Samen Kuri no Hana (加爾基 精液 栗ノ花) - Phát hành: 27 tháng 5 năm 2003 - Hãng đĩa: Toshiba-EMI/Virgin             |                 |                       |
| 2007 | Heisei Fūzoku (平成風俗) (Shiina Ringo X Neko Saito) - Phát hành: 25 tháng 4 năm 2007 - Hãng đĩa: Toshiba-EMI/Virgin Music |                 |                       |
| 2008 | Muzai Moratorium (無罪モラトリアム) - Phát hành: 25 tháng 11 năm 2008 - Hãng đĩa: Toshiba-EMI/Virgin Music                 |                 |                       |
| 2008 | Shōso Strip (勝訴ストリップ) - Phát hành: 25 tháng 11 năm 2008 - Hãng đĩa: Toshiba-EMI/Virgin Music                        |                 |                       |
| 2009 | Saturday night Gossip (サタデーナイトゴシップ) - Phát hành: 26 tháng 8 năm 2009 - Hãng đĩa: EMI Music Japan/Virgin Music   |                 |                       |

#### Đĩa đơn
| Ngày phát hành       | Đĩa đơn                                                                      | Vị trí cao nhất | Doanh số tại Nhật Bản | Album                     |
| -------------------- | ---------------------------------------------------------------------------- | --------------- | --------------------- | ------------------------- |
| 27 tháng 5 năm 1998  | Kōfukuron (幸福論) 8 cm CD                                                   | -               | -                     | Muzai Moratorium          |
| 27 tháng 10 năm 1999 | Kōfukuron (幸福論) 12 cm CD                                                  | 10              | 261.000 bản           | Muzai Moratorium          |
| 09 tháng 9 năm 1998  | Kabukicho No Jo-ō (歌舞伎町の女王)                                           | 50              | 51.000 bản            | Muzai Moratorium          |
| 20 tháng 1 năm 1999  | Koko De Kiss Shite. (ここでキスして。)                                       | 10              | 309.000 bản           | Muzai Moratorium          |
| 27 tháng 10 năm 1999 | Honnō (本能)                                                                 | 2               | 997.000 bản           | Shōso Strip               |
| 26 tháng 1 năm 2000  | Gibusu (ギブス Gips )                                                        | 3               | 714.000 bản           | Shōso Strip               |
| 26 tháng 1 năm 2000  | Tsumi To Batsu (罪と罰)                                                      | 4               | 546.000 bản           | Shōso Strip               |
| 13 tháng 9 năm 2000  | Zecchōshū (絶頂集) 3 Mini-CD set                                             | 1               | 430.000 bản           |                           |
| 27 tháng 3 năm 2001  | Mayonaka Wa Junketsu (真夜中は純潔)                                          | 2               | 358.000 bản           |                           |
| 22 tháng 1 năm 2003  | STEM ~Daimyou asobi hen~ (茎（STEM）～大名遊ビ編～)                          | 1               | 187.000 bản           | Karuki Samen Kuri no Hana |
| 25 tháng 11 năm 2003 | Ringo no Uta (りんごのうた)                                                  | 2               | 114.000 bản           |                           |
| 17 tháng 1 năm 2007  | Kono Yo no Kagiri (この世の限り) (Shiina Ringo X Neko Saito + Junpei Shiina) | 8               | 54.000 bản            | Heisei Fūzoku             |
| 27 tháng 5 năm 2009  | Ariamaru Tomi (ありあまる富)                                                 | 3               | 75.000 bản            |                           |
| 2 tháng 11 năm 2011  | Carnation (カーネーション)                                                   | 5               |                       |                           |

### Tokyo Jihen

#### Album phòng thu
| Năm  | Album chi tiết                                                                                             | Vị trí cao nhất | Doanh số tại Nhật Bản |
| ---- | --- | --------------- | --------------------- |
| 2004 | Kyōiku (教育 Education) - Phát hành: 25 tháng 11 năm 2004 - Hãng đĩa: Toshiba-EMI/Virgin Music             | 2               | 391.000               |
| 2006 | Otona (大人 Adult) - Phát hành: 26 tháng 1 năm 2006 - Hãng đĩa: Toshiba-EMI/Virgin Music                   | 1               | 294.000               |
| 2007 | Goraku (娯楽 Variety) - Phát hành: 26 Tháng 9, 2007 - Hãng đĩa: EMI Music Japan/Virgin Music               | 2               | 175.000               |
| 2010 | Sports (スポーツ) - Phát hành: 24 tháng 2 năm 2010 - Hãng đĩa: EMI Music Japan/Virgin Music                | 1               | 177.000               |
| 2011 | Daihakken (大発見 Great Discovery) - Phát hành: 29 Tháng Sáu 2011 - Hãng đĩa: EMI Music Japan/Virgin Music | 1               | 131.000               |

#### Đĩa đơn
| Ngày phát hành       | Đĩa đơn                                                                    | Vị trí cao nhất | Doanh số tại Nhật Bản | Album     |
| -------------------- | -------------------------------------------------------------------------- | --------------- | --------------------- | --------- |
| 08 tháng 9,m 2004    | Gunjō Biyori (群青日和)                                                    | 2               | 203.000               | Kyōiku    |
| 20 tháng 10 năm 2004 | Sōnan (遭難)                                                               | 2               | 123.000               | Kyōiku    |
| 2 tháng 11 năm 2005  | Shuraba (修羅場)                                                           | 5               | 110.000               | Adult     |
| 11 tháng 7 năm 2007  | O.S.C.A.                                                                   | 2               | 58.000                | Variety   |
| 22 tháng 8 năm 2007  | Killer-tune (キラーチューン)                                               | 5               | 51.000                | Variety   |
| 21 tháng 11 năm 2009 | Nōdōteki sanpunkan (能動的三分間)                                          | 1               | 69.292                | Sports    |
| 11 tháng năm 2011    | Sora ga natteiru/Onna no ko wa dare de mo (空が鳴っている／女の子は誰でも) | 6               | 54.116                | Daihakken |

#### DVD Đĩa đơn
| Ngày phát hành    | Đĩa đơn                | Vị trí cao nhất | Doanh số tại Nhật Bản | Album     |
| ----------------- | ---------------------- | --------------- | --------------------- | --------- |
| 21 Tháng 11, 2007 | Senkō shōjo (閃光少女) |                 |                       | Daihakken |

## Giải thưởng
| Năm  | Giải thưởng                                                                        | Hạng mục                            | Chủ đề                          | Kết quả   |
| ---- | ---------------------------------------------------------------------------------- | ----------------------------------- | ------------------------------- | --------- |
| 2000 | "Giải Đĩa vàng Nhật Bản"                                                           | Album rock của năm                  | Muzai Moratorium                | Đoạt giải |
| 2000 | "Giải Ghi âm Nhật Bản"                                                             | Album tốt                           | Shōso Strip                     | Đề cử     |
| 2001 | "Giải Đĩa vàng Nhật Bản"                                                           | Album rock của năm                  | Shōso Strip                     | Đoạt giải |
| 2008 | "Giải thưởng Viện Hàn lâm Nhật Bản"                                                | Giải thưởng âm nhạc (giải xuất sắc) | Phim Sakuran (Giám đốc âm nhạc) | Đề cử     |
| 2009 | "Giải thưởng Nghệ thuật của Bộ Giáo dục, Văn hóa, Khoa học, Thể thao và Công nghệ" | Thể loại văn hoá nổi bật            | Giải Nghệ sĩ mới năm 2009       | Đoạt giải |